# Čačorská rovina

Čačorská rovina (zeleně) na geomorfologické mapě Běloruska

Čačorská rovina (bělorusky Чачорская раўніна) je rovina na jihovýchodě Mohylevské a na severu a východě Homelské oblasti. Leží na východ od údolí Dněpru, na obou stranách řeky Sož. Šířka od západu k východu je 35 km, od severu k jihu 52 km.

## Geologie
Po tektonické stránce se jižní a centrální část přimyká ke Žlobinskému sedlu, od severní části k jižním svahům náleží do Aršanská proláklina. Krystalický fundament je překryt sedimentárními horninami svrchního prekambria, devonu, svrchní jury, křídy (křída, slín), paleogénu (písky, alevrggy, jíly) a kvartéru. Antropogenní vrstva o mohutnosti od 20 m do 100 m tvoří marinní (mořské) sedimenty (červeno-hnědé balvanovité písky, hlíny s mezivrstvami písku, směsi štěrku a písku) dněperského a sožského zalednění, ledovcové, aluviální, bažinné a další.
Na území Čačorské roviny jsou ložiska snadno tavitelného jílu, písku a štěrku, křída, sapropelu a rašeliny.

## Reliéf
Povrch roviny je zvlněný. Průměrná nadmořská výška se pohybuje v rozmezí 140—190 metrů. Relativní výška je 5-7 m, výjimečně až 15 m. Převažují sekundární morény roviny, místy jsou překryty tenkým obalem sprašových hlín, na severu fluvioglaciálními písčitými jíly. V okolí měst Čačersk a Slaŭharad leží denudované okraje morénových hřebenů (výška 20–30 m).

## Klima
Průměrná lednová teplota je -7,4 °С, v červenci 18,4 °C. Úhrn srážek činí 637 mm za rok.

## Hydrografie
Mezi hlavní řeky Čačorské roviny patří řeka Sož svými přítoky Proňa (dolní tok), Kasaljanka, Dobryč, Čačora, Lipa (pravobřežní přítok), Beseď, Kljapinka, Pokač (levobřežní přítok); levé přítoky Dněpru Poŭnaja, Uchljasc, Babroŭka, Hutljanka.

## Půdy
Na jihu roviny jsou rozšířeny světlé drnově podzolové půdy, zbytek zaujímají drnově podzolové půdy v různém stupni podzolizace, v kotlinách zase podzolově glejové a podzolově karbonátově glejové; v údolích řek nivní (aluviální), drnově bažinaté, zřídka rašelinité bažinaté.

## Vegetace
Lesy pokrývají 30% území Čačorské roviny. Na levém břehu Sože se nacházejí masivy borových lesů, které se střídají s březovými a olšovými lesy. Na pravém břehu Sože dominují borové lesy. Na jihu roviny rostou dubové lesy s příměsí habru, v centrální části listnatě-smrkové a listnatě-borové lesy. Orná půda zabírá asi 50% území.

## Rezervace
Na teritoriu Čačorské roviny leží 3 rezervace.